# Neobisium ischyrum
Neobisium ischyrum es una especie de arácnido  del orden Pseudoscorpionida de la familia Neobisiidae.
Presenta las subespecies:
- Neobisium ischyrum balearicum
- Neobisium ischyrum ischyrum

## Distribución geográfica
Se encuentra en Portugal España.